# Mäsen, Dalarna
Mäsen är en sjö i Smedjebackens kommun i Dalarna och ingår i Norrströms huvudavrinningsområde. Sjön har en area på 0,42 kvadratkilometer och ligger 101,4 meter över havet. Vid provfiske har bland annat abborre, braxen, gers och gädda fångats i sjön.

## Delavrinningsområde
Mäsen ingår i det delavrinningsområde (665619-149324) som SMHI kallar för Utloppet av Södra Barken. Medelhöjden är 139 meter över havet och ytan är 104,38 kvadratkilometer. Räknas de 107 avrinningsområdena uppströms in blir den ackumulerade arean 2 203,61 kvadratkilometer. Kolbäcksån som avvattnar avrinningsområdet har biflödesordning 3, vilket innebär att vattnet flödar genom totalt 3 vattendrag innan det når havet efter 213 kilometer. Avrinningsområdet består mestadels av skog (59 procent). Avrinningsområdet har 14,96 kvadratkilometer vattenytor vilket ger det en sjöprocent på 14,3 procent. Bebyggelsen i området täcker en yta av 2,24 kvadratkilometer eller 2 procent av avrinningsområdet.

## Fisk
Vid provfiske har följande fisk fångats i sjön:
- Abborre
- Braxen
- Gärs
- Gädda
- Id
- Löja
- Mört
- Nors
- Sarv